# Liste des quartiers de Vantaa par district
La liste des districts et des quartiers de Vantaa en Finlande est la suivante

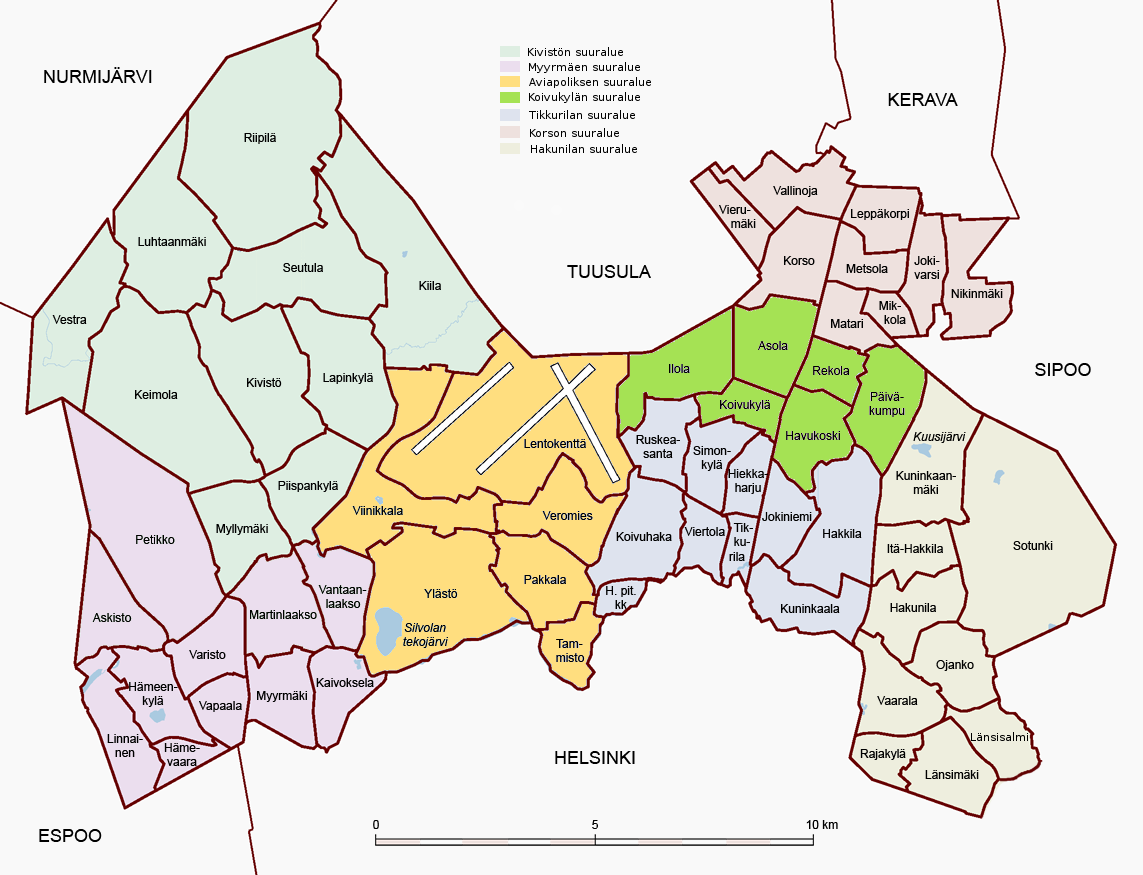
Carte administrative de Vantaa 1.1.2009

,:

## Districts et quartiers de Vantaa
| Les districts (fi)suuraluet | Les quartiers (fi)kaupunginosat |
| --------------------------- | --- |
| 1 District de Myyrmäki      | 10 Linnainen 11 Hämevaara 12 Hämeenkylä 13 Vapaala 14 Varisto 15 Myyrmäki 16 Kaivoksela 17 Martinlaakso 18 Vantaanlaakso 20 Askisto 26 Petikko         |
| 2 District de Kivistö       | 21 Piispankylä 22 Keimola 23 Kivistö 24 Lapinkylä 25 Myllymäki 30 Vestra 31 Luhtaanmäki 32 Riipilä 33 Seutula 34 Kiila                                 |
| 3 District de Aviapolis     | 40 Ylästö 41 Viinikkala 50 Tammisto 51 Pakkala 52 Veromies 53 Lentokenttä                                                                              |
| 4 District de Tikkurila     | 60 Hiekkaharju 61 Tikkurila 62 Jokiniemi 63 Viertola 64 Kuninkaala 65 Simonkylä 66 Hakkila 67 Ruskeasanta 68 Koivuhaka 69 Helsingin pitäjän kirkonkylä |
| 5 District de Koivukylä     | 70 Koivukylä 71 Ilola 72 Asola 73 Rekola 74 Havukoski 75 Päiväkumpu                                                                                    |
| 6 District de Korso         | 80 Matari 81 Korso 82 Mikkola 83 Metsola 84 Leppäkorpi 85 Jokivarsi 86 Nikinmäki 87 Vierumäki 88 Vallinoja                                             |
| 7 District de Hakunila      | 90 Länsisalmi 91 Länsimäki 92 Ojanko 93 Vaarala 94 Hakunila 95 Rajakylä 96 Itä-Hakkila 97 Kuninkaanmäki 98 Sotunki                                     |